# Pyrrhopoda elegans
Pyrrhopoda elegans är en skalbaggsart som beskrevs av Waterhouse 1879. Pyrrhopoda elegans ingår i släktet Pyrrhopoda och familjen Cetoniidae. Inga underarter finns listade i Catalogue of Life.